# Adolfo Cambiaso
Adolfo Cambiaso, né le 15 avril 1975 à Cañuelas dans la province de Buenos Aires, est un joueur argentin de polo, l'un des meilleurs au monde,,,.

## Premières années
Dès son plus jeune âge, sa mère, Martina de Estrada Lainez, a encouragé son fils Adolfo et ses demi-frères à jouer au polo. À 12 ans, il avait un handicap de 1 but, et un an plus tard, avec un handicap de 3 buts, il a remporté la Coupe Eduardo Heguy avec l'équipe La Martina, jouant avec son père (également Adolfo). En 1989, à l'âge de 14 ans et avec l'équipe de San Diego, il remporte la Coupe Campaña del Desierto, et un an plus tard la Coupe Renault Open avec La Martina, avec un handicap de 6 buts.

## Carrière professionnelle

### De 1990 à 1994
Cambiaso voyage régulièrement à l'étranger, remportant 24 tournois en Argentine, en Angleterre et aux États-Unis, tout en jouant pour des équipes comme La Martina, Ellerstina/Ellerston White et d'autres. En 1994, il a remporté la "Triple Corona" (Argentine Open, Hurlingham Open, Tortugas Cup) avec Ellerstina, et son handicap a été porté à 10 points, devenant ainsi le plus jeune joueur à atteindre cet objectif.

### De 1995 à 1999
Il a remporté 31 tournois avec des équipes comme La Martina, Ellerstina/Ellerston White, White Birch et Outback.
Parmi les récompenses qu'il a reçues, citons le prix Olimpia de Plata en tant que joueur de polo argentin le plus important de l'année 1997, et le prix du meilleur joueur de la finale de l'Abierto Argentino 1997, avec un record de 67 buts dans l'Abierto Argentino 1998.

### De 2000 à 2004
Au cours de cette période, Cambiaso a remporté 33 trophées. Il quitte Ellerstina et connaît le succès avec sa propre équipe, La Dolfina, qu'il a cofondée avec Bartolomé Castagnola, et remporte le Campeonato Argentino Abierto de Polo (Open d'Argentine) en 2002. En Angleterre, il commence à jouer pour l'équipe de Dubaï, et remporte la Cartier Queen's Cup trois fois et la Gold Cup deux fois, entre autres tournois.

### De 2005 à 2008
L'équipe La Dolfina de Cambiaso a continué à dominer, remportant l'Open d'Argentine en 2005, 2006 et 2007. Ils ont battu Ellerstina par 20-19 en 2005, le score le plus élevé dans un match final de l'Open d'Argentine. Il a continué à jouer avec succès pour Dubaï en Angleterre, mais est également devenu capitaine de l'équipe Crab Orchard aux États-Unis, remportant l'US Open et la Gold Cup de l'USPA. 2008 a été une année moins réussie, ne remportant pas un seul match de la saison de polo anglaise, ni aucun des prestigieux tournois argentins. La Dolfina a atteint la finale de l'Open d'Argentine, mais a été battue par Ellerstina 12-13 après un but en or de Gonzalo Pieres dans une prolongation.

### Actuellement
Aujourd'hui, il est considéré comme le meilleur joueur du monde  et le joueur le plus performant de l'Open d'Argentine, participant 15 fois et gagnant 7 fois, et jouant en finale 2 autres fois. Il a marqué 535 buts dans le seul Open d'Argentine, battant le record détenu par Bautista Heguy avec 531 buts,. Il a également joué pour l'équipe nationale argentine depuis 2002 où il a remporté la Copa Quilmes.

## Chevaux
Parmi ses chevaux, les plus remarquables étaient Lili, Ilusión, Sospechosa, La Osa, et son préféré Colibrí. Parmi ses chevaux les plus reconnus figuraient Mambo, Bruma et Dolfina Cuartetera. Pour l'U.S. Open 2015, ses meilleurs chevaux étaient la jument Romana et l'étalon Boeing, connu comme le " Pharoah américain " du monde du polo.

### Clonage
À 25 ans, Cambiaso a décidé de créer sa propre entreprise d'élevage en partant de zéro, ainsi que l'équipe de polo La Dolfina. Aujourd'hui, il possède près de 1000 chevaux dans ses vastes exploitations.
L'un de ses meilleurs poneys de polo était un étalon de renommée mondiale, Aiken Cura. Le cheval a été gravement blessé lors de la finale de l'Open d'Argentine 2006, et a subi d'autres revers lors du traitement de l'os cassé de son membre antérieur proche. La blessure s'est produite lors de la chukka supplémentaire, et le cheval a été emmené dans l'ambulance pour chevaux, ce qui a obligé Cura à se retirer prématurément du terrain. Après l'amputation, une prothèse a été posée, mais en raison de complications, Aiken Cura a dû être euthanasié en janvier 2007, mais pas avant que des cellules de peau vivante aient été prélevées à la demande de Cambiaso au cas où le clonage deviendrait possible.
Cambiaso a été le pionnier du clonage de chevaux. Il a été approché par un Texan passionné de polo, Alan Meeker, de Crestview Genetics.Avec le biologiste Adrian Mutto et le magnat argentin Ernesto Gutiérrez, il a cloné à plusieurs reprises sa jument préférée de 17 ans, Cuartetera, dont il a monté les clones pour remporter l'Open d'Argentine 2017.
Un clone de son cheval Cuartetera a été acheté pour 800 000 dollars lors d'une vente aux enchères, ce qui en fait la vente de chevaux la plus chère de l'histoire du polo Ce cheval a été conservé par contrat au sein du partenariat. Aucun clone n'est désormais vendu, seulement leurs poulains.

## Vie personnelle
En 2001, Cambiaso a épousé l'ancien mannequin et présentatrice de télévision argentine María Vázquez. Il a trois enfants : Mia (née en 2002), Adolfo Jr (né en 2005) - qui est né pendant l'Open de Polo d'Argentine au milieu d'un match de qualification contre Centauros-Beaufort, que son père a quitté à mi-chemin afin d'être présent à la naissance - et Myla (née en 2010).

## Prix et reconnaissances
Il a remporté le prix Konex de platine en 2000 et 2010 en tant que meilleur poliste de chaque décennie en Argentine. Le 24 juin 2012, Sa Majesté la reine Elizabeth II a remis à Cambiaso un prix saluant ses efforts pionniers pour encourager un entraînement sans violence dans un pays où le débourrage d'un cheval impliquait autrefois douleur et détresse, comme le recommandait le célèbre pionnier de JoinUp, Monty Roberts.